# Frankeneck
Frankeneck település Németországban, Rajna-vidék-Pfalz tartományban. Lakosainak száma 830 fő (2023. december 31.).

## Népesség
A település népességének változása:
| Lakosok száma | 986  | 868  | 817  | 807  | 804  | 830  |
|               | 1975 | 2017 | 2019 | 2021 | 2022 | 2023 |